# Axe historique
Axe historique (francoska izgovorjava: [aks istɔʁik]; »Zgodovinska os«) je linija spomenikov, stavb in prometnic, ki se razteza od središča Pariza v Franciji proti zahodu. Znan je tudi kot Voie Triomphale (francoska izgovorjava: [vwa tʁijɔ̃fal]; »Zmagoslavna pot«).
Axe Historique se je začela z nastankom Elizejskih poljan, zasnovanih v 17. stoletju za odpiranje razgleda proti zahodu, ki je razširil osrednjo os vrtov do kraljeve Tuilerijske palače. Danes vrtovi Tuilerije (Jardins des Tuileries), ki ohranjajo svojo široko osrednjo pot, navkljub požigu med pariško komuno leta 1871 še vedno stojijo.
Med Tuilerijami in prizidkom Elizejskih poljan je na mestu Place de la Concorde vse do začetka vladavine Ludvika XV., po katerem je bil trg sprva poimenovan, ostala kopica stavb. Po tem bi se vrtna os lahko odprla skozi velik obok na nov kraljev trg.
Na vzhodu je bila Tuilerijska palača obrnjena proti odprtemu trgu Place du Carrousel. Tam je bil po Napoleonovem ukazu Arc de Triomphe du Carrousel centriran na palačo (in tako v isti osi, ki se je razvijala onkraj palače). Dolgoletni načrti, da bi Louvrsko palačo, kot se je imenovala opuščena palača, povezali s Tuilerijami z odstranitvijo vmesnih stavb, so se v začetku 19. stoletja končno uresničili. Posledično je starejša os, ki se razteza od dvorišča Louvra, rahlo nagnjena k Ax historique, za prikrivanje diskontinuitete pa služi Arc du Carrousel, ki stoji med obema.
Na zahodu je dokončanje Slavoloka zmage leta 1836 na Place de l'Étoile na zahodnem koncu Elizejskih poljan oblikovalo skrajno točko linijske perspektive, ki se zdaj začne pri konjeniškem kipu Ludvika XIV. I.M. Peija ob njegovi piramidi v Louvru v Cour Napoléon v Louvru.
Os se je ponovno razširila proti zahodu vzdolž Avenue de la Grande Armée, mimo mestne meje Pariza do La Défense. To je bilo prvotno veliko križišče, imenovano po kipu v spomin na obrambo Pariza v francosko-pruski vojni.
V 1950-ih je bilo območje okoli La Défense določeno za novo poslovno okrožje, vzdolž avenije pa so bile zgrajene visoke poslovne stavbe. Os se je znova razširila z ambicioznimi projekti za zahodni rob sodobnega trga.
Šele v 1980-ih pod predsednikom Françoisom Mitterrandom se je začel projekt s sodobno različico Slavoloka zmage iz 20. stoletja. To je delo danskega arhitekta Johana Otta von Spreckelsena, La Grande Arche de la Fraternité (znan tudi kot preprosto La Grande Arche ali L'Arche de la Défense), spomenik človeštvu in humanitarnim idealom, ne pa militarističnim zmagam. Slovesno so ga odprli leta 1989.
Mreža železniških prog in cestnih predorov pod dvignjenim trgom La Défense je preprečila, da bi bili stebri, ki podpirajo lok, natančno poravnani z osjo: nekoliko je izven linije, upogiba os, če bi se razširila še naprej proti zahodu. S strehe Grande Arche de la Défense je mogoče videti drugo os: Tour Montparnasse stoji točno za Eifflovim stolpom. Projekt Seine-Arche razširja zgodovinsko os na zahod skozi mesto Nanterre, vendar z rahlo krivino.

## Galerija
- Axe historique, ki gleda proti zahodu s Place de la Concorde
- Pogled na Axe historique iz vrtov Tuileries.
- Pogled na Grande Arche s Slavoloka zmage na Axe historique.
- Pogled iz Tuileries proti Slavoloku zmage.
- Slavolok zmage iz La Défense, 5 km (3 milje) stran, ki prikazuje, kako natančno je poravnana os.
- S strehe Grande Arche, mimo nebotičnikov La Défense, navzdol po Axe historique.